# All India Anna Dravida Munnetra Kazhagam
Le All India Anna Dravida Munnetra Kazhagam ou AIADMK est un parti politique indien présent au Tamil Nadu.
Le parti est fondé en 1972 par l'idole du cinéma en Inde du Sud M. G. Ramachandran après avoir quitté le Dravida Munnetra Kazhagam (DMK), l'autre grand parti politique du Tamil Nadu. Ramachandran devient Chief Minister du Tamil Nadu en 1977 et depuis 1991 il alterne au pouvoir avec le DMK.
L'AIADMK a remporté les élections législatives au Tamil Nadu en 2011 et sa secrétaire générale Jayalalitha était la ministre en chef de l'État pour la cinquième fois jusqu'à son décès le 5 décembre 2016.